# Kazimierz Hohenzollern
Kazimierz Hohenzollern (ur. 27 grudnia 1481 w Ansbach, zm. 21 września 1527 w Budzie) – margrabia brandenburski na Bayreuth od 1515 roku.
Był najstarszym synem Fryderyka Starszego, margrabiego brandenburskiego na Ansbach i Zofii Jagiellonki.
Imię otrzymał po swoim dziadku Kazimierzu IV Jagiellończyku.
W 1499 roku po raz pierwszy wziął udział w wyprawie wojennej – wraz z ojcem walczył przeciwko Szwajcarom. W 1502 roku najechał Norymbergę urządzając rzeź jej mieszkańców (zginęło trzystu mieszczan).
W listopadzie 1512 roku w Piotrkowie występował na sejmie w imieniu swojego młodszego brata, nowo wybranego wielkiego mistrza krzyżackiego Albrechta Hohenzollerna.
25 marca 1515 uwięził ojca w twierdzy Plassenburg i zmusił go do abdykacji. Ogłosił, że Fryderyk Starszy jest chory umysłowo.
W czasie wojny chłopskiej (1524–1525) walczył ze zbuntowanymi poddanymi w sposób tak okrutny, że nazwano go „krwawym psem”.
Kazimierz zmarł w Budzie, gdy brał udział w wyprawie wojennej Ferdynanda I Habsburga przeciwko Janowi Zapolyi. Przyczyną śmierci była biegunka wywołana czerwonką.

## Małżeństwo i potomstwo
24 sierpnia 1518 poślubił Zuzannę Wittelsbach, księżniczkę bawarską. Z tego małżeństwa pochodzili:
- Maria (1519–1567) – żona elektora Palatynatu Reńskiego Fryderyka III
- Katarzyna (1520–1521)
- Albrecht Alcybiades (1522–1557) – margrabia Bayreuth od 1527
- Kunegunda (1524–1558) – żona margrabiego Badenii-Durlach Karola II
- Fryderyk (1525)